# 蔡洙桓
蔡洙桓（1906年—1931年），朝鲜族，抗日战争时期中共政治人物，中共和龙县委首任书记。

## 生平
1906年，蔡洙恒出生于清朝吉林省和龙县德新社金谷村的一个地主家庭。学生时期，他受学校师生的影响，接触到革命思想，并投身学生运动。1930年夏，蔡洙恒加入了中国共产党。1931年初，他在金谷村建立了中共金谷村党支部，并任党支部书记。受他的影响，他的父母和妻子利用家庭社会地位为他的地下工作打掩护。他的叔父和弟弟也加入了革命队伍。不久，蔡洙恒被调任中共大砬子区委组织委员。在他的努力下，大砬子区建立起11个党支部，党员人数增加至68名。:63
1931年8月1日，中共东满特委将中共延和县委拆分成中共延吉、和龙两个县委。蔡洙恒被任命为首任和龙县委书记。同年秋，中共东满特委发动“秋收斗争”。蔡洙恒带头将自家金谷村耕地收获的粮食分给了贫苦农民。根据上级指示，他劝父亲辞去德新社社长的职务。但他的父亲认为社长的职务可以协助儿子的工作，而且贸然辞职会遭到怀疑，惹上麻烦。蔡洙恒觉得父亲的话有道理，如实向上级做了汇报。受当时左倾思想影响，他因此被认为是无法与父亲划清界限，被免去了县委书记之职。不过，他的上级后也意识到错误，取消了之前的决定，并派他到咸朴洞一带继续工作。:63-64
1931年冬，蔡洙恒在一次搜捕中为保护战友和群众中弹被捕。在大砬子警察署关押期间，他遭到酷刑，但始终宁死不屈，最后被杀害。:64